# Subwoofer

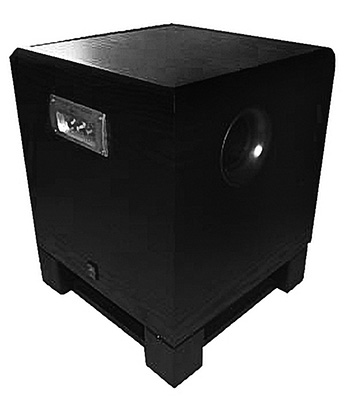
Subwoofer da Home Theatre

Un subwoofer è un altoparlante woofer o un diffusore acustico dedicato alla riproduzione di suoni e rumori a bassa frequenza. Insieme a diffusori acustici che coprono la banda di frequenza più elevata, il subwoofer viene utilizzato per aumentare l'estensione delle basse frequenze.

## Storia
I primi subwoofer sono stati sviluppati nel 1960 per aumentare la risposta dei bassi in sistemi stereo domestici. Sono diventati popolari nel 1970 con l'introduzione del Sensurround in film come Terremoto, dove venivano usati per riprodurre suoni e rumori molto forti a bassa frequenza, in modo da simulare nelle sale cinematografiche le vibrazioni di un terremoto. Con l'avvento delle musicassette e nel 1980 del compact disc, la facile riproduzione di bassi profondi e ad alto volume non era più limitata dalla capacità dello stilo fonografico di tracciare un solco (vedi disco), i produttori poterono così aggiungere nelle registrazioni anche contenuti a frequenza più bassa. Inoltre, dal 1990, l'audio dei DVD è registrato in "surround" con inclusa una traccia di effetti a bassa frequenza (LFE) che può essere ascoltata nei sistemi home theater con il subwoofer. Dalla fine del 1990 il subwoofer è diventato sempre più popolare anche in sistemi stereo domestici, impianti car audio personalizzati e nei sistemi audio professionali (PA). Dagli anni 2000, l'utilizzo dei subwoofer si è largamente diffuso anche in sistemi di amplificazione per discoteche e sale da concerto.

## Caratteristiche tecniche
Il campo di frequenza tipico di un subwoofer utilizzato nell'elettronica di consumo è di circa 20 Hz per il taglio di frequenza inferiore e circa 150–200 Hz per il taglio di frequenza superiore. Il taglio di frequenza superiore di 150–200 Hz può essere ulteriormente ridotto a circa 80 Hz nei subwoofer per uso professionale (p.e. per l'uso in cinematografi, parchi giochi, musica dal vivo ecc.) e in alcuni sistemi certificati THX.
Le casse per subwoofer contengono generalmente uno o più altoparlanti, con coni di un diametro che varia da 10 a 86 centimetri circa (da 4 a 34 pollici). Generalmente si preferisce usare coni di grande diametro, perché la riproduzione delle basse frequenze implica lo spostamento di una grande quantità d'aria. Di norma in una catena di riproduzione stereo o home theater viene impiegato un solo subwoofer, in quanto le frequenze molto basse (avendo un'onda molto lunga) non sono realmente direzionali e non creano reali effetti di diafonia. I subwoofer professionali possono essere dotati di coni da 46 centimetri (18 pollici), montati in casse di spesso compensato. Attualmente la tecnologia punta anche su un'ampiezza maggiore del movimento del cono piuttosto che sulla dimensione, arrivando ad un'escursione di 10 o più millimetri.
I subwoofer vengono alimentati da amplificatori di adeguata potenza e la frequenza a loro dedicata è tagliata con un circuito di crossover, in modo da assicurare che medie ed alte frequenze non vengano inviate all'altoparlante stesso.
Esistono subwoofer particolari, generalmente usati nelle discoteche o nei cinematografi, capaci di operare con potenze superiori ai 2000 watt RMS, con la possibilità di riprodurre frequenze inferiori ai 20 hertz. Un subwoofer molto particolare è il ServoDrive ContraBass, nel quale il cono dell'altoparlante è mosso mediante una cinghia trascinata da un motore. Ne esiste anche una versione dotata di tromba chiamata BassTech-7 utilizzata soprattutto nei parchi a tema.

### Subwoofer non rotondi
Il settore degli impianti audio per auto ha visto l'introduzione di una serie di subwoofer caratterizzati da una forma non tonda. L'idea alla base dei subwoofer quadrati è quella di aumentare l'area del cono in relazione al volume occupato. Una maggiore superficie permette di muovere più aria e quindi di aumentare la pressione sonora. La forma triangolare al contrario ha una superficie minore di un cono di forma tonda, quindi si è pensato al suo utilizzo non per ragioni acustiche ma per permetterne l'utilizzo in posizioni particolari. La Sony sostiene che la forma pentagonale riduce le onde stazionarie sulla superficie del cono e allo stesso tempo lo rende più robusto, diminuendone la flessione; sostiene inoltre che la forma quadra provoca troppe tensioni negli spigoli. La questione è ancora aperta.
La Stillwater Designs, soprannominata Kicker, alcuni anni fa ha introdotto un subwoofer quadrato chiamato Solo-Baric ed in seguito Solo X. La Bazooka produce un subwoofer triangolare. La Xtant ha lanciato sul mercato un subwoofer esagonale.

## Applicazioni professionali
I subwoofer trovano applicazione in ambito professionale nei concerti dal vivo, nei cinematografi e quando serve rinforzare il suono in particolari ambienti (nightclub, parchi a tema ecc.) e nelle sale di registrazione. I dispositivi professionali devono essere in grado di fornire un elevato livello sonoro, dal momento che in un concerto possono esserci anche più di diecimila persone in spazi molto ampi. In genere, l'utilizzo in campo musicale non richiede di raggiungere frequenze estremamente basse a differenza di quanto accade in campo cinematografico ma la situazione sta cambiando perché la moderna musica popolare enfatizza spesso questo tipo di suoni. Le difficoltà in questo campo quindi aumentano per via delle distanze in gioco (anche un centinaio di metri).

### Cinematografi
Alcune applicazioni richiedono un notevole livello sonoro come quello fornito dal JBL 4645 (cono di 18 pollici) certificato per l'uso nei cinematografi dotati di audio THX. I normali altoparlanti in uso nei cinema, posti dietro lo schermo perforato, usano coni del diametro di 15 pollici in grado di riprodurre le frequenze più basse con una forte pressione sonora. Un utilizzo non convenzionale dei subwoofer è stato fatto all'uscita del film Terremoto del 1974 per il quale venne usato un sistema denominato Sensurround per ricreare la sensazione di un terremoto; questo sistema era costituito semplicemente da un insieme di grandi subwoofer progettati per produrre infrasuoni che potevano essere percepiti ma non sentiti. Impianti analoghi sono utilizzati nei parchi a tema.

### Concerti
Per un concerto di musica dal vivo con una platea di migliaia di spettatori si utilizzano anche più di venti casse con due coni da 18 pollici disposte su entrambi i lati del palco o in linea orizzontale al di sotto del palco stesso. La gran parte dei diffusori è posta in posizione più elevata rispetto ai subwoofer che vengono posizionati sotto al palco (per evitare disturbi come l'effetto Larsen) o nello spazio antistante ad esso a destra e sinistra della scena.

## Utilizzi domestici
In un impianto audio domestico per la riproduzione di musica il subwoofer non è indispensabile, in quanto il suo utilizzo non implica necessariamente una migliore qualità nella riproduzione delle basse frequenze rispetto, per esempio, all'uso di altoparlanti convenzionali di adeguate dimensioni e caratteristiche. Un woofer convenzionale può riprodurre fedelmente le basse frequenze e raggiungere un limite superiore di circa 200–300 Hz, mentre in una cassa audio a due vie (accoppiato con un tweeter) può arrivare a riprodurre anche le frequenze intermedie fino a 3.000 Hz e oltre. A differenza di quanto sopra, in un impianto domestico per l'home theater, console per videogiochi e PC multimediali il subwoofer è componente essenziale per riprodurre suoni e rumori del canale LFE (Low-frequency effects) in configurazioni multicanale Dolby Digital, DTS ecc...
La configurazione tipica di un impianto multicanale domestico (per esempio nell'home theater) prevede l'utilizzo di piccoli altoparlanti ("satelliti") principali (due per le frontali stereo e due o più per il surround) e un subwoofer, il quale può essere parte di un unico prodotto che include anche gli altoparlanti satellite o acquistato separatamente. Il subwoofer può essere posizionato in un luogo relativamente nascosto: per esempio in un angolo della stanza e vicino agli ascoltatori; questo è possibile perché i suoni a bassa frequenza sotto i 90 Hz hanno un'ampia lunghezza d'onda e per l'orecchio umano è difficile localizzarne il punto di provenienza. Gli altoparlanti satellite invece vanno necessariamente collocati in posizioni specifiche, per esempio di fronte all'ascoltatore, possibilmente ad altezza orecchie (frontali stereo ed eventuale centrale) e dietro o di fianco (surround), in quanto la direzione di provenienza del suono da loro riprodotto (tipicamente sopra i 200–300 Hz) è facilmente localizzabile.
La diffusione di sistemi audio domestici con subwoofer e satelliti separati è avvenuta con l'introduzione dell'home theater e degli altoparlanti per computer o console per videogiochi. In commercio esistono anche subwoofer domestici, o comunque per un utilizzo non professionale, relativamente costosi ad uso tipicamente audiofilo prodotti da varie aziende, alcuni di questi possono essere acquistati separatamente per essere aggiunti a sistemi di altoparlanti già esistenti. La maggior parte di subwoofer per uso domestico è dotata di amplificatore interno.

## Utilizzo negli impianti per automobile

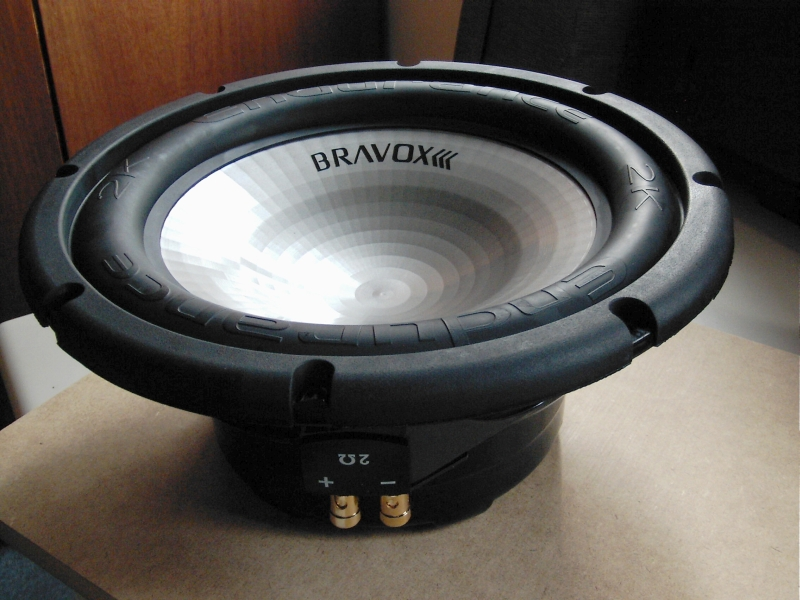
Un subwoofer da auto

L'automobile è il luogo ideale per l'approccio con subwoofer nascosti a causa degli spazi limitati a disposizione nelle porte (ignorando i problemi di acustica dell'abitacolo di un'automobile). Solitamente i subwoofer sono installati nel bagagliaio. Alcuni fanatici degli impianti stereo per auto sono interessati soprattutto a produrre un'altissima pressione sonora nell'abitacolo delle loro auto. Nelle competizioni internazionali sono stati utilizzati fino a 64 subwoofer pilotati da finali da 100.000 watt in grado di produrre 175 decibel. Naturalmente questi livelli sonori sono dannosi per l'essere umano. Questa "SPL war" ha portato attenzione ai subwoofer in generale ma competizioni analoghe sulla qualità del suono ("SQ") non hanno avuto lo stesso seguito.
Poiché i bassi sono più percepiti che sentiti, i bassi profondi possono essere trasmessi anche mediante trasduttori tattili. Recentemente è stato costruito un dispositivo chiamato trasduttore tattile che, posto in un oggetto dell'arredamento interno come un sedile può trasmettere le vibrazioni al corpo collegandolo con un normale amplificatore. Alcuni però percepiscono queste vibrazioni in modo non correlato al resto della sensazione sonora. Gli attuali sistemi risultano più costosi rispetto ad un normale subwoofer appoggiato dietro il sedile in grado di produrre la stessa sensazione, quindi l'utilizzo che se ne fa è limitato al non disturbare gli altri passeggeri. Possono anche essere appoggiati su una grande superficie piatta creando un grande, anche se di cattiva qualità, altoparlante. Alcuni modelli a prova d'acqua possono essere posti sott'acqua per creare suoni.